# 雨宫天
雨宮天（日语：／ Amamiya Sora，1993年8月28日—），是日本的女性聲優。東京都出身。經紀公司為Music Ray'n。

## 来歷
憧憬著配音員澤城美雪而嚮往成為一名聲優，在2011年舉辦的第2回Music Ray'n超級聲優試鏡中合格，開始聲優活動，2012年聲優活動開始，2014年在TV動畫《一週的朋友》擔任藤宮香織CV，為初主役角色。
2014年8月13，個人單曲『Skyreach』發售，歌手出道。
2015年，与同为Music Ray'n旗下藝人的麻倉桃、夏川椎菜一起组成了声优组合「TrySail」进行活动。
2015年獲得第9屆聲優獎新人聲優賞。
2015年10月2日，發行自己的第一部寫真集《ソライロ～青と旅する～》。
2020年4月17日，開通繪畫日記企劃期間限定Twitter帳號そらのはるやすみ （页面存档备份，存于）（天醬的春假）。
2020年6月9日，開設官方Youtube頻道雨宮天公式YouTubeチャンネル （页面存档备份，存于）。
2021年4月28日，開設企劃Youtube頻道雨宮天のてくてく天ちゃん （页面存档备份，存于）。
2021年6月30日，出演東京電視台的東視音樂祭，為第一個出演東視音樂祭的聲優。
2021年7月2日，出演THE FIRST TAKE，為第一個出演THE FIRST TAKE的聲優。
2021年10月1日，將企劃期間限定帳號そらのはるやすみ變更為官方Twitter帳號 雨宮天 Sora Amamiya artist official （页面存档备份，存于）。

## 人物
喜歡藍色、燒肉、貓、漢字。已經通過漢字檢定準一級。其座右銘為：物以類聚。
在七大罪錄音現場被稱作「梢（こずえ）」。

## 参与作品

### 电视动画
2012年
- Aikatsu！偶像活動！（中山優奈、久世若葉、早瀨小夏）
- 來自新世界（美鈴）
- 邻座的怪同学（女學生E）

2013年
- 靈裝戰士（綠翡翠[10]）
- 银河机攻队 庄严皇子（蘿娜）
- 銀之匙 Silver Spoon（女學生B）
- 我要成为世界最强偶像（早瀨愛華[11]）
- 科學超电磁砲S（女子）
- 超次元戰記 戰機少女（國民B）
- 記錄的地平線（莉莉雅娜）
- 寶石寵物 Happiness（女學生）

2014年
- Blade & Soul（琴·葉月[12]）
- 魔法科高中的劣等生（光井穗香）
- LoveLive!第二季（1年級生A、同學）
- 一週的朋友（藤宮香織[13]）
- 東京喰種（霧嶋董香[14]）
- ALDNOAH.ZERO（婭賽蘭·沃斯·艾露西亞[15]）
- 斬！赤紅之瞳（赤瞳[16]）
- 魔彈之王與戰姬（少女）
- 愚者信長（操作員B）
- 七大罪（伊麗莎白[17]、里茲）

2015年
- 東京喰種√A（霧嶋董香）
- ALDNOAH.ZERO 第2期（婭賽蘭·沃斯·艾露西亞）
- 電波教師（美奈子）
- 可塑性記憶（艾拉）
- Punch Line（成木野美香丹）
- NINJA SLAYER忍者殺手（矢本·小季）
- Classroom☆Crisis（白崎伊莉絲）
- 魔物娘的同居日常（米婭）

2016年
- Divine Gate（小紫）
- 為美好的世界獻上祝福！（阿克婭）
- 文豪Stray Dogs（愛麗絲）
- 高校艦隊（知名萌香）
- 龍族拼圖X（索尼婭）
- Qualidea Code（八重垣青生）
- 七大罪 聖戰的預兆（伊麗莎白、班〈幼年〉[17]）
- WWW.WORKING!!（鎌倉志保）
- 終末的伊澤塔（白色魔女、佐菲）
- 文豪Stray Dogs 第2期（愛麗絲）

2017年
- 亞人醬有話要說（克魯茲[18]）
- Hand Shakers（高槻結）
- 為美好的世界獻上祝福！2（阿克婭）
- 沒有藥給我的哥哥！-快把我哥帶走-（時秒、學生）
- Re:CREATORS（鹿屋瑠偉[19]、主持人〈雨宫天〉）
- 戰鬥女子學園（成海遙香）
- 悠久持有者：魔法老師！ 第2部（春日美柑）

2018年
- 七大罪 戒律的復活（伊麗莎白、里茲、班（幼年）、黛拉）
- 新幹線戰士（三原雙葉）
- OVERLORD II（寇兒修·露露）
- 沒有心跳的少女 BEATLESS（梅忒黛）
- 牙鬥獸娘（宇崎瞳〈蜜獾〉）
- 東京喰種:re（霧島董香）
- 刃牙（松本梢江[20]）
- 青春豬頭少年不會夢到兔女郎學姊（廣川卯月）
- 東京喰種:re 第2期（霧島董香）
- 叛逆性百萬亞瑟王（團長亞瑟[21]）

2019年
- 異世界四重奏（阿克婭[22]）
- 文豪Stray Dogs 第3期（愛麗絲）
- 流汗吧！健身少女（奏流院朱美[23]）
- 哆啦A夢（小糖果）
- 碧藍航線（光輝）
- 七大罪 眾神的逆鱗（伊麗莎白、里茲、黛拉）
- 萌獸寵物店（夥伴、伊歐雅娜）

2020年
- 魔法紀錄 魔法少女小圓外傳（七海八千代[24]）
- 空挺Dragons（塔姬妲）
- 理科生墜入情網，故嘗試證明。（冰室菖蒲[25]）
- 異世界四重奏2（阿克婭）
- 少女前線 人形小劇場 -狂亂篇-（阿斯特拉左輪）
- 索瑪麗與森林之神（菲奧朵拉）
- 轉生成女性向遊戲只有毀滅END的壞人大小姐（基斯·庫萊耶思〈幼年〉[26]）
- 天晴爛漫！（景·夏蓮[27]）
- 超異域公主連結 Re:Dive（宮子）
- 出租女友（水原千鶴）
- 魔法科高中的劣等生 來訪者篇（光井穗香）
- 這是妳與我的最後戰場，或是開創世界的聖戰（愛麗絲莉潔·露·涅比利斯九世）

2021年
- 七大罪 憤怒的審判（伊麗莎白）
- 只有我能進入的隱藏迷宮（愛爾娜·史東古斯）
- 偶像荣耀 IDOLY PRIDE（天動瑠依）
- 文豪Stray Dogs 汪！（愛麗絲）
- 魔法科高中的優等生（光井穗香）
- 轉生成女性向遊戲只有毀滅END的壞人大小姐X（基斯·庫萊耶思〈幼年〉）
- 魔法紀錄 魔法少女小圓外傳 2nd SEASON -覺醒前夜-（七海八千代）
- 陰陽眼見子（四谷見子[28]）
- 因為不是真正的夥伴而被逐出勇者隊伍，流落到邊境展開慢活人生（亞蘭朵菈菈）

2022年
- 明日同學的水手服（木崎江利花）
- 新幹線戰士Z（三原雙葉）
- 超異域公主連結 Re:Dive Season 2（宮子）
- 理科生墜入情網，故嘗試證明。r=1-sinθ（冰室菖蒲）
- 魔法紀錄 魔法少女小圓外傳 Final SEASON -淺夢的黎明-（七海八千代[29]）
- Estab-Life Great Escape（維瓦爾第）
- 作為女主角！～被討厭的女主角與秘密的工作～（成海聖奈[30]）
- 女性向遊戲世界對路人角色很不友好（赫特魯蒂·賽拉·凡歐斯）
- 出租女友 第2期（水原千鶴）
- 徹夜之歌（七草薺[31]）

2023年
- 間諜教室（百合）
- 久保同學不放過我（久保沙貴[32]）
- 文豪Stray Dogs 第4期（愛麗絲）
- 放學後失眠的你（曲早矢[33]）
- 為美好的世界獻上爆焰！（藍髮工人→冒險者）
- 出租女友 第3期（水原千鶴[34]）
- 殭屍100～在成為殭屍前要做的100件事～（鳳沙織）
- 公司的小小前輩（春名宏實）
- 家裡蹲吸血姬的鬱悶（米莉桑德·布魯奈特[35]）
- 我們的雨色協議（三枝悠宇[36]））
- 偶像大師 百萬人演唱會！（北澤志保）
- 七大罪 啟示錄四騎士（旁白）

2024年
- 因為不是真正的夥伴而被逐出勇者隊伍，流落到邊境展開慢活人生 2nd（亞蘭朵菈菈[37]）
- 歡迎來到實力至上主義的教室 3rd Season（朝比奈薺[38]）
- 異修羅（晴天的卡黛[39]）
- 七大罪 啟示錄四騎士（伊麗莎白·里歐涅絲）
- 吹響吧！上低音號3（久石奏[40]）
- 魔法科高中的劣等生 第3期（光井穗香[41]）
- 被稱為廢物的原英雄，被家裡流放後隨心所欲地活下去（諾艾兒[42]）
- 為美好的世界獻上祝福！3（阿克婭[43]）
- 這是妳與我的最後戰場，或是開創世界的聖戰 Season II（愛麗絲莉潔·露·涅比利斯九世[44]）
- 杖與劍的魔劍譚（艾爾諾·利歐斯·阿爾弗[45]）
- 七大罪 啟示錄四騎士 第2期（伊麗莎白、旁白）
- 監禁區域Level X（鶴見涼花[46]）

2025年
- 黑岩目高不把我的可愛放在眼裡（湘南旭[47]）
- 遲早是最強的鍊金術師？（女神諾綸[48]）
- 魔法製造者～異世界魔法的製作方法～（蘿絲[49]）
- #空帕斯2.0：陣地攻防戰（貞德[50]）
- 安妮·雪利（露比·吉利斯[51]）
- 徹夜之歌 第2期（七草薺[52]）
- 出租女友 第4期（水原千鶴[53]）
- 青春豬頭少年不會夢到聖誕服女郎（廣川卯月[54]）
- Bad Girl 不良少女（松田奈奈[55]）
- 這裡是充滿笑容的職場。（佐藤楓[56]）

時期未定
- 異世界四重奏3（阿克婭[57]）

### OVA
2016年
- 為美好的世界獻上祝福！（阿克婭）※小說第9卷限定版附贈BD

2017年
- 高校艦隊（知名萌香）
- 亞人醬有話要說（克魯茲）
- 為美好的世界獻上祝福！2（阿克婭）※小說第12卷限定版附贈BD

2025年
- 為美好的世界獻上祝福！3—BONUS STAGE—（阿克婭[58]）

### 動畫電影
2014年
- 偶像大師 劇場版 前往光輝的另一端！（北澤志保）[59]

2015年
- 好想大聲說出心底的話。（仁藤菜月[60]）
- 約會大作戰：萬由里審判（萬由里 [61]）
- LoveLive! 學園偶像電影（學園偶像）

2016年
- 劇場版 銀河機攻隊莊嚴皇子 覺醒的遺傳因子（ユイ・マガリャネス）
- 從好久以前就喜歡你。～告白實行委員會～（成海聖奈）
- 喜歡上你的那瞬間。～告白實行委員會～（成海聖奈）

2017年
- 探索者！（祖魯[62]）
- 劇場版 魔法科高中的劣等生 呼喚繁星的少女（光井穗香[63]）

2018年
- 文豪Stray Dogs DEAD APPLE[錨點失效]（愛麗絲[64]）
- 劇場版 七大罪 天空的囚人（伊麗莎白[65]）

2019年
- 劇場版 吹響吧！上低音號～誓言的终章～（久石奏）
- 劇場版 為美好的世界獻上祝福！紅傳說（阿克婭[66]）
- 劇場版新幹線戰士：來自未來的神速ALFA-X（三原雙葉）
- 薄暮（利奈）

2020年
- 劇場版 高校艦隊（知名萌香[67]）
- HoneyWorks 10th Anniversary "LIP×LIP FILM×LIVE"（成海聖奈）

2021年
- 七大罪：被光詛咒之人 （伊莉莎白[68]）

2022年
- 蠟筆小新：幽靈忍者珍風傳（風子）
- 異世界四重奏〜Another World〜（阿克婭[69]）

2023年
- 青春豬頭少年不會夢到嬌憐外出妹（廣川卯月）
- 特別篇 吹響吧！上低音號～合奏團競賽篇～（久石奏[70]）

2024年
- 擊浪青春（村上悅子[71]）

2025年
- MAKE A GIRL（幸村茜[72]）

### 網路動畫
2018年
- 大魚海棠（椿）

### 游戏
2013年
- 靈裝戰士（綠翡翠[73]）
- 偶像大師 百萬人演唱會！（北澤志保[74]）

2014年
- 魔法科高中的劣等生 Out of Order（光井穗香[75]）
- 魔法科高中的劣等生 LOST ZERO（光井穗香）
- 乖離性百萬亞瑟王（特異型卑彌呼、凱爾比、希爾奇、聖夜型君士坦丁、華戀型華倫坦、特異型伊麗莎白、雪麗柯特、綠騎士、特異型達芬奇、第二型格裡弗雷特、特異型莎樂美）
- 戰國大戰 -1477 破府、六十六州的碎片-（久保姬、南松院、奈多夫人、寛庭夫人、市場姬、SS龜壽姬、EX初芽）
- 殺戮幻影（提爾鋒）
- 自由戰爭（シズカ・“フェイク”・ローラン）
- 桃色大戰＋／桃色大戰·生（千鞠、空野真央）

2015年
- 學園號角曲（立科弓）
- 七大罪 真實的冤罪（伊麗莎白）
- 七大罪 口袋中的騎士團（伊麗莎白）
- 超異域公主連結☆Re:Dive（出雲宮子）
- 問答RPG 魔法使與黑貓維茲（莎倫·耶爾格）
- 戰鬥女子學園（成海遙香）
- Valiant Knights（雪兒·聖光）
- 碧藍幻想（桃樂絲）
- 城姬Quest（今歸仁城）
- 鎖鏈戰記（里歐涅絲王國第3王女 伊麗莎白）
- 暗夜血姬（アビー）
- 女神足球Vivid！（コロナ、時乃ゆか）
- 夢幻之星Online2（ジェネ）
- 在迷宮地下死去（フレア）
- 魔物娘的同居日常Online（米亞）
- 新娘夢工廠（艾拉、婭賽蘭·沃斯·艾露西亞）

2016年
- 偶像事變（西園寺埃莉諾[76]）
- Alice Order（龍膽真夏、村雨雫）
- 轉轉召喚：魔法齒輪（紫蘿蘭）
- 少女前線（56-1式、阿斯特拉左輪、布倫輕機槍）
- 學園少女突襲者（塔蒂亞娜·亞歷山德羅芙娜·克勞夫斯卡亞）
- 世界樹迷宮V 漫長神話的盡頭（ソロル）
- 大攻城！三國×戰國穿越之戰（黑田官兵衛、周瑜）
- Divine Gate（ユカリ）
- 數碼寶貝世界-Next Order-（璐修）
- 龍族教義Online（セシリー）
- 幻想戰記（元氣少女III）
- Punch Line（成木野美香丹）
- 可塑性記憶（艾拉）
- 最终幻想 世界（蓮）

2017年
- 碧藍航線（光輝）
- 刺客教條：起源（克麗歐佩特拉）
- 學園戰姬Planet Wars（咲夜）
- 逆轉奧賽羅尼亞（ロスカ）
- 黑騎士與白魔王（雅典娜）
- 為美好的世界獻上祝福！ -為強欲的遊戲獻上審判！（阿克婭）
- Destiny of Crown（亞琳）
- 數碼寶貝世界：新秩序國際版（露修）
- 戰艦少女R（威奇塔、天狼星、歐根親王）
- 戰國ASURA（阿市）
- 千姬大亂鬥（第三宗「法然」』）
- 偶像大師 百萬人演唱會！劇場時光（北澤志保）
- 魔法紀錄 魔法少女小圓外傳（七海八千代）
- #compass 战斗神意解析系统（貞德達魯克）
- 戰艦世界（知名萌香）

2018年
- Sdorica -sunset-（安潔莉亞·卡洛斯）
- 白貓Project（席耶拉·奇露尼爾格）
- 闇影詩章Shadowverse（銀冰龍人·菲琳）
- 超異域公主連結 Re:Dive（宮子）
- 蒼之紀元（莉可麗絲）
- 神魔之塔（阿克婭）
- 怪物彈珠（小野小町）
- 聖火降魔錄 英雄雲集（埃爾、桃樂絲）
- Fate/Grand Order（斯露德）

2019年
- 勇者鬥惡龍XI 尋覓逝去的時光S（賽妮雅）
- 女神異聞錄5 皇家版（芳澤霞）
- 寶可夢大師（瑪奧、露璃娜） （页面存档备份，存于） （页面存档备份，存于）
- 碧藍幻想（戰爭三女神 莫利卡）
- 闇影詩章Shadowverse（宮子）

2020年
- 東方大炮彈（比那名居天子）
- 魔法禁书目录 幻想收束（阿克娅）
- 為美好的世界獻上祝福！Fantastic Days（阿克婭）
- 巴哈姆特之怒（菲琳）
- HoneyWorks Premium Live（成海聖奈）
- 碧藍幻想（菲琳）

2021年
- 日版荒野行動（伊麗莎白）
- 偶像大師 POP LINKS（北澤志保）
- Re:從零開始的異世界生活 虛假的王選候補（梅爾蒂·布里司堤斯）
- 妖怪手錶 噗尼噗尼（伊麗莎白）
- 天空的Amnesia（伊麗莎白）
- 拳皇全明星（伊麗莎白）
- 陰陽師：百聞牌（緣結神）
- 決戰！平安京（緣結神）
- 夢境連結！Re:Connected（村咲歸蝶）
- 符文工廠5（亞莉絲）
- 白夜極光（伯利恆 、溫蒂）
- IDOLY PRIDE（天動瑠依）
- 空匣人型（梅忒黛）
- 少女迴戰（劉備、魯肅）
- 異世界四重奏〜激戰！拼圖學園〜（阿克婭）
- 出租女友 ～My Heroine～（水原千鶴、伊麗莎白）
- 永遠的7日之都（艾莉茲）
- 無職轉生~變成遊戲也拿出真本事~（阿克婭）
- RED:Pride of Eden（阿克婭）
- 蒼焰的艦隊（知名萌香）
- m HOLD'EM（VIOLET）
- 日版未來戰（徐芸）

2022年
- 轉生成女性向遊戲只有毀滅 END 的壞人大小姐 ～掀起波瀾的海盜～（基斯·庫萊耶思〈幼年〉）
- 幻塔（不破咲）
- 八月的棒球甜心（奏流院朱美）
- 魔法科高中的劣等生 Reloaded Memory（光井穗香）
- 魔法禁書目錄 幻想收束（光井穗香）
- 勝利女神:妮姬（麥斯威爾、克拉烏）

2024年
- 出租女友 ～水平線與泳裝女友～（水原千鹤[77]）

2025年
- 怪物彈珠（艾兒[78]）

### 吹替
2025年
- 白色闪电（王麓[79]）

### 广播剧CD
2013年
- NINJA SLAYER忍者殺手（矢本·小季）※原作第5卷特装版同梱
- 四百二十连败女孩（毒空木美也子[80]）※原作第2卷特装版同梱

2014年
- 一週的朋友 從那之後的朋友。（藤宮香織）
- NINJA SLAYER忍者殺手 Kyoto Hell on earth【上】【附贈廣播劇CD特裝版】（矢本·小季）
- PERFECT IDOL THE MOVIE（北澤志保）

2015年
- （群雲早斬[81]）
- 動畫盤內收錄迷你廣播劇（艾拉）
- 假裝女友（神宮寺智[82]）
- 乖離性百萬亞瑟王 廣播劇CD（特異型卑彌呼[83]）
- 殺戮幻影 SPECIAL DRAMA CD（提爾鋒[84]）
- WEB版 WORKING!!（鎌倉志保） - 單行本第3卷 附贈廣播劇CD初回限定特裝版

2016年
- 逆轉裁判6 LIMITED EDITION 新作原創廣播劇CD（本打栞）
- 高校艦隊 迷你劇場「料理的大危機！」（知名萌香）

2017年
- 電視動畫「為美好的世界獻上祝福！2」原聲＆廣播劇CD Vol.3「為受難的日子獻上福音！」（阿克婭[85]）

2018年
- 魔法紀錄 魔法少女小圓外傳 Music Collection 廣播劇「嗯，去水德湯吧！」（七海八千代）
- 午夜零時的吻9 附贈廣播劇CD特裝版（花澤日奈奈）

2020年
- 間諜教室（花園）

### 廣播
- 我要在SweetDiva的世界成為最強廣播！（2013年－2014年、Radio大阪、HiBiKi Radio Station、NICONICO直播）
- TrySail的TRYangle harmony（2014年－，超!A&G+）
- 魔法科高中的劣等生網路廣播 滿開！花放送委員會（2014年，動畫官方網站）
- 雨宮天的加拉帕戈斯（2014年，AG-ON）
- ALDNOAH.RADIO（2014年－2015年，音泉）
- 花澤香菜、雨宮天的RADIO GREE NIGHT（2014年－2015年，文化放送）
- 魔物娘們的日常會話（2015年，音泉）
- MOMO・SORA・SHIINA Talking Box（2018年－，文化放送）

### 電視節目
- Animepia頻道（2014年，NICONICO直播）
- 魔法科高中的劣等生 魔法解說真人動畫 「穗香與雫的魔法塾」（2014年，官方網站）
- Lis Ani！TV（2014年－2016年，TOKYO MX）
- 「斬！赤紅之瞳」殺手們的鎮魂歌（2014年，NICONICO直播）
- Animemashite（2014年，東京電視台）主持[86]
- Valiant Knights 動畫節目「Baridou」（2015年，NICONICO直播、Youtube）
- 環球導視!TV特搜部（2021年，日本電視台）[87]
- 東視音樂祭（2021年，東京電視台）

### 電視劇
- 出租女友（2022年，朝日電視台） - 遊戲角色（配音）[88]
- STAND UP START（2023年，富士電視台） - M[89]

### 廣告
- 「天動的特異日」CM ver3（2015年，實際演出[90]）
- 龍族拼圖 TVCM「冬之青春」篇（2016年，飾演 雪穗[91]）
- 日清食品 合味道 HUNGRY DAYS「小天使篇」（2017年，克拉拉[92]）
- 電視動畫 出租女友（2017年，水原千鶴）
- 電視動畫 出租女友 第2期 製作決定PV（2020年，水原千鶴）
- 細音啓漫畫「神明渴求著遊戲。」第一集宣傳短片（2021年，蕾奧蕾榭）
- 魔法紀錄 魔法少女小圓外傳（2018年－2019年，實際演出）[93]
- 丹波工作中心介紹影片 「丹波山村辦公渡假」[94](2022年，實際演出)
- 雨宮天、咬著魷魚乾的冒失娘!? JIM BEAM Highball廣告[95](2022年，實際演出)
- 世界No.1的膨化零食『奇多』CM 作畫失誤篇[96]編輯失誤篇[97] 收錄失誤篇[98](2023年，實際演出)

### 影像商品
- U・N・M・E・I Live 初回限定盤特典BD（2014年）
- THE IDOLM@STER M@STERS OF IDOL WORLD!!2014 Day1（2014年）[99]
- THE IDOLM@STER MILLION LIVE! 1stLIVE HAPPY☆PERFORM@NCE!! Blu-ray Day2（2014年）[100]
- THE IDOLM@STER MILLION LIVE! 2ndLIVE ENJOY H@RMONY!! Live Blu-ray（2015年）[101]
- THE IDOLM@STER M@STER OF IDOL WORLD!!2015 Live Blu-ray Day2（2016年）[102]
- THE IDOLM@STER MILLION LIVE! 3rdLIVE TOUR BELIEVE MY DRE@M!! LIVE Blu-ray（2016年）[103][104][105][106]
- THE IDOLM@STER MILLION LIVE! 4thLIVE TH@NK YOU for SMILE! LIVE Blu-ray（2018年）[107][108]
- THE IDOLM@STER MILLION LIVE! 5thLIVE BRAND NEW PERFORM@NCE!!! LIVE Blu-ray（2019年）[109]
- THE IDOLM@STER MILLION LIVE! 6thLIVE TOUR UNI-ON@IR!!!! LIVE Blu-ray Fairy STATION @FUKUOKA（2020年）[110]
- THE IDOLM@STER MILLION LIVE! 7thLIVE Q@MP FLYER!!! Reburn LIVE Blu-ray（2022年）[111][112]

### 特攝
2018年
- 假面騎士Build（貝魯娜姬/CD lost smash）

### 其他
- 动画PV『四百二十连败女孩』（毒空木美也子[113]）
- 雨宮天×讀賣新聞「編輯手帳」朗讀[114]
- 「牙鬥獸娘」音頻劇（2015年，宇崎瞳[115]）
- 一週的朋友（2017年，真人電影）聲音演出[116]
- 真實解謎遊戲「歌舞伎町偵探SEVEN」（提拉米蘇）
- 雨宮天×北澤佑扶(the peggies)「センチメートル」朗讀&自彈自唱[117]
- 「丹波山村的狼繪本」朗讀[118]
- 期間限定 LAWSON銀行 ATM語音[119]

## 音樂作品

### 單曲
| 枚   | 發售日         | 標題          | 規格編號    | 規格編號 | 規格編號   | 最高位 | 首周銷量 | 累計銷量 |
| 枚   | 發售日         | 標題          | 初回限定盤  | 通常盤   | 期間限定盤 | 最高位 | 首周銷量 | 累計銷量 |
| ---- | -------------- | ------------- | ----------- | -------- | ---------- | ------ | -------- | -------- |
| 1st  | 2014年8月13日  | Skyreach      | SMCL-346/7  | SMCL-348 | SMCL-349   | 13位   | 8,482張  | 13,968張 |
| 2nd  | 2014年11月19日 |               | SMCL-359/60 | SMCL-361 | SMCL-362   | 25位   | 6,141張  | 8,089張  |
| 3rd  | 2015年9月9日   | Velvet Rays   | SMCL-386/7  | SMCL-388 | 不適用     | 20位   | 5,451張  | 6,713張  |
| 4th  | 2017年7月26日  | irodori       | SMCL-492/3  | SMCL-494 | 不適用     | 8位    | 14,187張 | 15,472張 |
| 5th  | 2017年12月13日 | Eternal       | SMCL-521/2  | SMCL-523 | 不適用     | 15位   | 10,220張 | 11,622張 |
| 6th  | 2018年5月9日   | 誓い          | SMCL-539/40 | SMCL-541 | SMCL-542/3 | 10位   | 9,404張  | 10,945張 |
| 7th  | 2019年1月16日  | Defiance      | SMCL-577/8  | SMCL-579 | 不適用     | 9位    | 7,981張  | 9,147張  |
| 8th  | 2019年7月10日  | VIPER         | SMCL-604/5  | SMCL-606 | 不適用     | 11位   | 10,185張 | 11,154張 |
| 9th  | 2019年11月6日  | Regeneration  | SMCL-623/4  | SMCL-625 | SMCL-626   | 13位   | 7,389張  | 8,216張  |
| 10th | 2020年1月15日  | PARADOX       | SMCL-640/1  | SMCL-642 | SMCL-643/4 | 7位    | 10,569張 | 12,199張 |
| 11th | 2021年5月12日  | 永遠のAria    | SMCL-700/1  | SMCL-702 | SMCL-703/4 | 11位   | 5,474張  | 6,045張  |
| 12th | 2021年7月21日  | フリイジア    | SMCL-717/8  | SMCL-719 | 不適用     | 11位   | 5,859張  |          |
| 13th | 2022年5月11日  | Love-Evidence | SMCL 761/2  | SMCL-763 | SMCL 764/5 | 13位   | 4,111張  | 4,636張  |
| 14th | 2024年1月31日  | 衝天          | SMCL-857/8  | SMCL-859 | 不適用     |        |          |          |

### 配信限定單曲
| 枚  | 發售日        | 標題       |
| --- | ------------- | ---------- |
| 1st | 2020年9月27日 | 君を通して |

### 專輯
精選輯
| 枚  | 發售日       | 標題                       | 規格編號     | 規格編號      | 規格編號 | 最高位 | 首周銷量 | 累計銷量 |
| 枚  | 發售日       | 標題                       | 初回盤 CD+BD | 初回盤 CD+DVD | 通常盤   | 最高位 | 首周銷量 | 累計銷量 |
| --- | ------------ | -------------------------- | ------------ | ------------- | -------- | ------ | -------- | -------- |
| 1st | 2022年1月5日 | 雨宮天 BEST ALBUM - BLUE - | SMCL-741/2   | 不適用        | SMCL-743 | 15位   | 2,865張  | 5,349張  |
| 1st | 2022年1月5日 | 雨宮天 BEST ALBUM - RED -  | SMCL-744/5   | 不適用        | SMCL-746 | 17位   | 2,810張  | 5,169張  |

錄音室專輯
| 枚  | 發售日        | 標題           | 規格編號     | 規格編號      | 規格編號 | 最高位 | 首周銷量 | 累計銷量 |
| 枚  | 發售日        | 標題           | 初回盤 CD+BD | 初回盤 CD+DVD | 通常盤   | 最高位 | 首周銷量 | 累計銷量 |
| --- | ------------- | -------------- | ------------ | ------------- | -------- | ------ | -------- | -------- |
| 1st | 2016年9月7日  | Various Blue   | SMCL-436/7   | SMCL-438/9    | SMCL-440 | 7位    | 10,222張 | 12,534張 |
| 2nd | 2018年7月11日 | The Only BLUE  | SMCL-546/7   | 不適用        | SMCL-548 | 6位    | 10,915張 | 12,611張 |
| 3rd | 2020年9月2日  | Paint it, BLUE | SMCL-673/4   | SMCL-670/2    | SMCL-675 | 7位    | 7,542張  | 8,331張  |
| 4th | 2024年3月27日 | Ten to Bluer   | SMCL-883/4   |               |          | 10位   | 4,058張  |          |

迷你專輯
| 枚  | 發售日        | 標題                   | 規格編號   | 規格編號 | 最高位 | 首周銷量 | 累計銷量 |
| 枚  | 發售日        | 標題                   | 初回盤     | 通常盤   | 最高位 | 首周銷量 | 累計銷量 |
| --- | ------------- | ---------------------- | ---------- | -------- | ------ | -------- | -------- |
| 1st | 2023年3月22日 | 雨宮天作品集1 -導火線- | SMCL-803/4 | SMCL-805 | 13位   | 4,525張  | 4,525張  |

翻唱專輯
| 枚  | 發售日         | 標題                                   | 規格編號           | 規格編號           | 規格編號           | 最高位 | 首周銷量 | 累計銷量 |
| 枚  | 發售日         | 標題                                   | 初回盤 CD+BD       | 初回盤 CD+DVD      | 通常盤             | 最高位 | 首周銷量 | 累計銷量 |
| --- | -------------- | -------------------------------------- | ------------------ | ------------------ | ------------------ | ------ | -------- | -------- |
| 1st | 2021年10月6日  | COVERS -Sora Amamiya favorite songs-   | 不適用             | 不適用             | SMCL-734           | 8位    | 3,694張  |          |
| 1st | 2021年12月22日 | COVERS -Sora Amamiya favorite songs-   | SMJL-102(黑膠唱片) | SMJL-102(黑膠唱片) | SMJL-102(黑膠唱片) | 8位    | 3,694張  |          |
| 2nd | 2023年6月21日  | COVERSII -Sora Amamiya favorite songs- | 不適用             | 不適用             | SMCL-822           | 14     | 3,167    |          |
| 3rd | 2025年6月18日  | COVERSⅢ-Sora Amamiya favorite songs-   | 不適用             | 不適用             | SMCL-961           | 17     | 2,618    |          |

### 影像作品
| 枚  | 發售日        | 標題                                        | 規格編號    | 規格編號 |
| 枚  | 發售日        | 標題                                        | 初回盤BD    | 通常盤BD |
| --- | ------------- | ------------------------------------------- | ----------- | -------- |
| 1st | 2019年3月20日 | 雨宮天ライブツアー2018 The Only SKY         | 不適用      | SMXL-14  |
| 2nd | 2020年7月8日  | 雨宮天ライブ2020 The Clearest SKY           | SMXL-20/1   | SMXL-22  |
| 3rd | 2022年9月28日 | 雨宮天ライブツアー2022 BEST LIVE TOUR -SKY- | SMXL-23/4/5 | SMXL-26  |

### 商業搭配
| 樂曲          | 商業搭配                                               | 時期   |
| ------------- | ------------------------------------------------------ | ------ |
| Skyreach      | 電視動畫《斬！赤紅之瞳》片頭曲                         | 2014年 |
|               | 電視動畫《斬！赤紅之瞳》片尾曲                         | 2014年 |
| Velvet Rays   | 手機幻想RPG遊戲《Valiant Knights》主題曲               | 2015年 |
| Absolute Blue | 朝日電視台系《musicるTV》9月度片尾曲                   | 2016年 |
| 誓い          | 電視動畫《七大罪 戒律的復活》第二片尾曲                | 2018年 |
| Regeneration  | 電視動畫《七大罪 眾神的逆鱗》第三片尾曲                | 2019年 |
| PARADOX       | 電視動畫《理科生墜入情網，故嘗試證明。》片頭曲         | 2020年 |
| Queen no' cry | 朝日電視台系《musicるTV》9月度片尾曲                   | 2020年 |
| 君を通して    | 電視動畫《出租女友》插曲                               | 2020年 |
| 永遠のAria    | 電視動畫《七大罪 憤怒的審判》第二片頭曲                | 2021年 |
| フリイジア    | 電視動畫《天官賜福》日配版片尾曲                       | 2021年 |
| Love-Evidence | 電視動畫《理科生墜入情網，故嘗試證明。r=1-sinθ》片頭曲 | 2022年 |

### 音樂CD
| 發售日   | 名稱                                                                             | 演唱名義 | 歌曲名稱                                                   | 備註                                                          |
| 2013年   | 2013年                                                                           | 2013年 | 2013年                                                     | 2013年                                                        |
| -------- | -------------------------------------------------------------------------------- | --- | ---------------------------------------------------------- | ------------------------------------------------------------- |
| 4月24日  | THE IDOLM@STER LIVE THE@TER PERFORMANCE 01 Thank You!                            | 765 MILLIONSTARS | 「Thank You!」                                             | 遊戲《偶像大師 百萬人演唱會！》主題曲                         |
| 4月24日  | THE IDOLM@STER LIVE THE@TER PERFORMANCE 01 Thank You!                            | 765THEATER ALLSTARS | 「Thank You!（765THEATER ver.）」                          | 遊戲《偶像大師 百萬人演唱會！》主題曲                         |
| 7月31日  | THE IDOLM@STER LIVE THE@TER PERFORMANCE 04                                       | 北澤志保（雨宮天） | 「」                                                       | 遊戲《偶像大師 百萬人演唱會！》相關歌曲                       |
| 7月31日  | THE IDOLM@STER LIVE THE@TER PERFORMANCE 04                                       | 如月千早（今井麻美）、北澤志保（雨宮天）、田中琴葉（種田梨沙）、所惠美（藤井幸代） | 「Blue Symphony」                                          | 遊戲《偶像大師 百萬人演唱會！》相關歌曲                       |
| 11月6日  | Fan Fanfare!!!                                                                   | Sweet Diva | 「Fan Fanfare!!!」                                         | 電視動畫《我要成為世界最強偶像》片尾曲                        |
| 2014年   |                                                                                  | |                                                            |                                                               |
| 5月21日  |                                                                                  | 藤宮香織（雨宮天） | 「」                                                       | 電視動畫《一週的朋友》片尾曲                                  |
| 9月19日  | 超貢獻推進樂曲集                                                                 | 奧普堤（雨宮天） | 「」                                                       | 遊戲《自由戰爭》相關歌曲                                      |
| 9月19日  | 超貢獻推進樂曲集                                                                 | 貢獻Girls | 「」                                                       | 遊戲《自由戰爭》相關歌曲                                      |
| 9月24日  | THE IDOLM@STER LIVE THE@TER HARMONY 03                                           | 北澤志保（雨宮天） | 「繪本」                                                   | 遊戲《偶像大師 百萬人演唱會！》相關歌曲                       |
| 9月24日  | THE IDOLM@STER LIVE THE@TER HARMONY 03                                           | Crescendo Blue | 「Shooting stars」 「Welcome!!」                           | 遊戲《偶像大師 百萬人演唱會！》相關歌曲                       |
| 11月26日 | 〜「告白實行委員會」角色歌集〜                                                   | 成海聖奈（雨宮天） | 「 -another story- feat.成海 聖奈」                        | 《告白實行委員會》相關歌曲                                    |
| 11月26日 | 魔法科高中的劣等生 九校戰篇2 完全生產限定版 Blu-ray Disc/DVD 特典CD              | 光井穗香（雨宮天） | 「☆ONE WAY LOVE」                                          | 電視動畫《魔法科高中的劣等生》相關歌曲                        |
| 11月     | THE IDOLM@STER LIVE THE@TER SELECTION CD                                         | 北澤志保（雨宮天） | 「」                                                       | 遊戲《偶像大師 百萬人演唱會！》相關歌曲                       |
| 11月     | THE IDOLM@STER LIVE THE@TER SELECTION CD                                         | 望月杏奈（夏川椎菜）、七尾百合子（伊藤美來）、北澤志保（雨宮天）、馬場木實（高橋未奈美）、艾蜜莉·司徒亞特（郁原由宇）                                                                                                | 「Thank You!」                                             | 遊戲《偶像大師 百萬人演唱會！》相關歌曲                       |
| 2015年   |                                                                                  | |                                                            |                                                               |
| 3月18日  | ALDNOAH.ZERO 6 完全生產限定版 Blu-ray Disc/DVD 追加原聲帶CD                      | 婭賽蘭·沃斯·艾露西亞（雨宮天） | 「Harmonious」                                             | 電視動畫《ALDNOAH.ZERO》相關歌曲                              |
| 4月4日   | THE IDOLM@STER LIVE THE@TER SOLO COLLECTION Vol.01                               | 北澤志保（雨宮天） | 「Blue Symphony」                                          | 遊戲《偶像大師 百萬人演唱會！》相關歌曲                       |
| 7月18日  | THE IDOLM@STER LIVE THE@TER SOLO COLLECTION Vol.02                               | 北澤志保（雨宮天） | 「Shooting Stars」                                         | 遊戲《偶像大師 百萬人演唱會！》相關歌曲                       |
| 7月22日  | Punch Line 1 完全生產限定版 Blu-ray Disc/DVD 特典CD                              | 成木野美香丹（雨宮天） | 「On Your Side」 「」                                      | 電視動畫《Punch Line》角色歌＆劇中歌                          |
| 8月19日  |                                                                                  | 米亞（雨宮天）、帕皮（小澤亞李）、賽蕾亞（相川奈都姬）、蘇（野村真悠華）、梅洛（山崎遙）、拉克涅拉（中村櫻） | 「」 「Da-Da-Dash!」                                       | 電視動畫《魔物娘的同居日常》片頭曲                            |
| 8月26日  | 電波教師 1 完全生產限定版 Blu-ray Disc/DVD 特典CD                                | 美奈子（雨宮天） | 「」                                                       | 電視動畫《電波教師》插入曲                                    |
| 9月2日   | 電視動畫《魔物娘的同居日常》角色歌 Vol.1 米亞                                    | 米亞（雨宮天） | 「」 「My Sweet Feelings」                                 | 電視動畫《魔物娘的同居日常》相關歌曲                          |
| 9月16日  |                                                                                  | 少女［仁藤菜月（雨宮天）］、王子（罪人）［福島龍二（石谷春貴）］ | 「」                                                       | 電影「好想大聲說出心底的話。」劇中歌                          |
| 9月16日  | 少女［仁藤菜月（雨宮天）］、和聲：／江田明日香（石上靜香）、宇野陽子（高橋李依） | 「」 |                                                            | 電影「好想大聲說出心底的話。」劇中歌                          |
| 9月16日  | 少女［仁藤菜月（雨宮天）］、                                                     | 「word word word」 |                                                            | 電影「好想大聲說出心底的話。」劇中歌                          |
| 9月16日  | 少女［仁藤菜月（雨宮天）］、王子［坂上拓實（內山昂輝）］、                       | 「」 |                                                            | 電影「好想大聲說出心底的話。」劇中歌                          |
| 9月30日  | THE IDOLM@STER LIVE THE@TER DREAMERS 01 Dreaming!                                | 765 MILLIONSTARS | 「Welcome!!」                                              | 遊戲《偶像大師 百萬人演唱會！》相關歌曲                       |
| 9月30日  | Punch Line 3 完全生產限定版 BD/DVD 特典CD                                        | 成木野美香丹（雨宮天） | 「」                                                       | 電視動畫《Punch Line》相關歌曲                                |
| 10月28日 | THE IDOLM@STER LIVE THE@TER DREAMERS 02                                          | 天海春香（中村繪里子）、春日未來（山崎遙）、北上麗花（平山笑美）、北澤志保（雨宮天）、所惠美（藤井幸代）、茱莉亞（愛美）、望月杏奈（夏川椎菜）、七尾百合子（伊藤美來）、矢吹可奈（木戶衣吹）、高槻彌生（仁後真耶子） | 「Dreaming!」                                              | 遊戲《偶像大師 百萬人演唱會！》相關歌曲                       |
| 10月28日 | THE IDOLM@STER LIVE THE@TER DREAMERS 02                                          | 北上麗花（平山笑美）、北澤志保（雨宮天） | 「piece of cake」                                          | 遊戲《偶像大師 百萬人演唱會！》相關歌曲                       |
| 10月28日 | Punch Line 4 完全生產限定版 BD/DVD 特典CD                                        | 成木野美香丹（雨宮天） | 「」                                                       | 電視動畫《Punch Line》相關歌曲                                |
| 11月25日 | 可塑性記憶 6 完全生產限定版 Blu-ray Disc/DVD 特典CD                              | 艾拉（雨宮天） | 「」                                                       | 電視動畫《可塑性記憶》插入曲                                  |
| 11月27日 | 超貢獻推進樂曲集#2                                                               | 貢獻Girls | 「」 「」                                                  | 遊戲《自由戰爭》相關歌曲                                      |
| 11月27日 | 超貢獻推進樂曲集#2                                                               | 貢獻Girls&貢獻Lady［格蕾絲（中村繪里子）、海妮（原由實）］ | 「」                                                       | 遊戲《自由戰爭》相關歌曲                                      |
| 12月23日 | Classroom☆Crisis 3 完全生產限定版 BD / DVD 特典CD                                | 白崎伊莉絲（雨宮天）、瀨良美月（小澤亞李） | 「」                                                       | 電視動畫《Classroom☆Crisis》插入曲                            |
| 12月23日 | Punch Line 6 完全生產限定版 BD/DVD 特典CD                                        | （雨宮天） | 「」 「」                                                  | 電視動畫《Punch Line》插入曲                                  |
| 12月23日 | Punch Line Blu-ray＆DVD Vol.EXTRA                                                | （雨宮天） | 「」                                                       | 電視動畫《Punch Line》插入曲                                  |
| 2016年   |                                                                                  | |                                                            |                                                               |
| 1月27日  |                                                                                  | 阿克婭（雨宮天）、惠惠（高橋李依）、達克妮絲（茅野愛衣） | 「」                                                       | 電視動畫《為美好的世界獻上祝福！》片尾曲                      |
| 1月30日  | THE IDOLM@STER LIVE THE@TER SOLO COLLECTION Vol.03 Visual Edition                | 北澤志保（雨宮天） | 「piece of cake」                                          | 遊戲《偶像大師 百萬人演唱會！》相關歌曲                       |
| 2月24日  | 「“Music Judgement”                                                              | 萬由里（雨宮天） | 「Resolution」                                             | 劇場版《約會大作戰劇場版 萬由里審判》相關歌曲                 |
| 3月9日   |                                                                                  | 阿克婭（雨宮天） | 「」                                                       | 電視動畫《為美好的世界獻上祝福！》相關歌曲                    |
| 4月6日   |                                                                                  | 岬明乃（夏川椎菜）、知名萌香（雨宮天） | 「」                                                       | 電視動畫《高校艦隊》相關歌曲                                  |
| 4月27日  | 『』1st Anniversary Single「STAR☆T」                                             | Sirius | 「Believe in Stars」                                       | 遊戲《戰鬥女子學園》相關歌曲                                  |
| 4月28日  | PS4/PSVITA                                                                       | 成木野美香丹（雨宮天） | 「Justice Punch, Here We Go!」                             | 遊戲《Punch Line》主題曲                                      |
| 7月12日  | 偶像大師 百萬人演唱會！ 第4卷 特別版原創CD                                       | 最上靜香（田所梓）、北上麗花（平山笑美）、北澤志保（雨宮天）、野野原茜（小笠原早紀）、箱崎星梨花（麻倉桃） | 「Flooding」                                               | 漫畫《偶像大師 百萬人演唱會！》相關歌曲                       |
| 8月24日  | 01 Pop☆Girls!／Unlock                                                            | Princess | 「Pop☆Girls！」                                            | 遊戲《戰鬥女子學園》相關歌曲                                  |
| 11月23日 | WWW.WORKING!! BD・DVD第1卷特典CD                                                 | 宮越華（戶松遙）、村主小百合（日笠陽子）、鎌倉志保（雨宮天） | 「Eyecatch! Too much!」                                    | 電視動畫《WWW.WORKING!!》片頭曲                               |
| 2017年   |                                                                                  | |                                                            |                                                               |
| 2月1日   |                                                                                  | 阿克婭（雨宮天）、惠惠（高橋李依）、達克妮絲（茅野愛衣） | 「」                                                       | 電視動畫《為美好的世界獻上祝福！》第二季片尾曲                |
| 2月15日  | THE IDOLM@STER LIVE THE@TER FORWARD 03 Starlight Melody                          | Scorpio | 「」                                                       | 遊戲《偶像大師 百萬人演唱會！》相關歌曲                       |
| 2月15日  | THE IDOLM@STER LIVE THE@TER FORWARD 03 Starlight Melody                          | Starlight Melody | 「Starry Melody」                                          | 遊戲《偶像大師 百萬人演唱會！》相關歌曲                       |
| 2月22日  |                                                                                  | HoneyWorks feat. 成海聖奈（雨宮天） | 「」                                                       | 《告白實行委員會 ～戀愛系列～》相關歌曲                       |
| 2月22日  | HoneyWorks feat. 濱中翠（Gero）、成海聖奈（雨宮天）                              | 「」 |                                                            | 《告白實行委員會 ～戀愛系列～》相關歌曲                       |
| 3月8日   | TV動畫『為美好的世界獻上祝福！2』                                                | 阿克婭（雨宮天） | 「」                                                       | 電視動畫《為美好的世界獻上祝福！》相關歌曲                    |
| 3月10日  | THE IDOLM@STER LIVE THE@TER SOLO COLLECTION 04 Starlight Theater                 | 北澤志保（雨宮天） | 「」                                                       | 遊戲《偶像大師 百萬人演唱會！》相關歌曲                       |
| 5月24日  | WWW.WORKING!! BD・DVD第7卷限定版特典CD                                           | 東田大輔（中村悠一）、宮越華（戶松遙）、足立正廣（內山昂輝）、村主小百合（日笠陽子）、鎌倉志保（雨宮天）、進藤優太（小野賢章）                                                                                       | 「（special ver.）」                                       | 電視動畫《WWW.WORKING!!》片尾曲                               |
| 6月28日  | 亞人醬有話要說BD・DVD第4卷特典CD                                                 | 克魯茲（雨宮天） | 「Breakthrough!」                                          | 電視動畫《亞人醬有話要說》相關歌曲                            |
| 7月26日  |                                                                                  | 神樹峰女學園星守班 | 「」                                                       | 電視動畫《戰鬥女子學園》片頭曲                                |
| 7月26日  | THE IDOLM@STER MILLION THE@TER GENERATION 01 Brand New Theater!                  | 765 MILLION ALLSTARS | 「Brand New Theater!」                                     | 遊戲《偶像大師 百萬人演唱會！劇場時光》主題曲                 |
| 7月26日  | THE IDOLM@STER MILLION THE@TER GENERATION 01 Brand New Theater!                  | 765 MILLION ALLSTARS | 「Dreaming!」                                              | 遊戲《偶像大師 百萬人演唱會！劇場時光》相關歌曲               |
| 8月23日  | Million Smile/101                                                                | 阿克婭（雨宮天）、惠惠（高橋李依）、達克妮絲（茅野愛衣） | 「101」                                                    | 遊戲《為美好的世界獻上祝福！ -為強欲的遊戲獻上審判！-》主題曲 |
| 9月20日  | THE IDOLM@STER MILLION LIVE! M@STER SPARKLE 02                                   | 北澤志保（雨宮天） | 「CAT CROSSING」                                           | 遊戲《偶像大師 百萬人演唱會！劇場時光》相關歌曲               |
| 11月27日 | 偶像大師百萬人演唱會！Blooming Clover 第1卷 限定版原創CD                         | 矢吹可奈（木戶衣吹）、北澤志保（雨宮天） | 「L・O・B・M」                                             | 漫畫《偶像大師百萬人演唱會！Blooming Clover》相關歌曲         |
| 11月27日 | 偶像大師百萬人演唱會！Blooming Clover 第1卷 限定版原創CD                         | 北澤志保（雨宮天） | 「DREAM」                                                  | 漫畫《偶像大師百萬人演唱會！Blooming Clover》相關歌曲         |
| 11月22日 | THE IDOLM@STER MILLION THE@TER GENERATION 02                                     | Fairy Stars | 「FairyTale」                                              | 遊戲《偶像大師 百萬人演唱會！劇場時光》相關歌曲               |
| 11月22日 | THE IDOLM@STER MILLION THE@TER GENERATION 02                                     | Fairy Stars | 「Brand New Theater!」                                     | 遊戲《偶像大師 百萬人演唱會！劇場時光》相關歌曲               |
| 11月22日 | 戰鬥女子學園 BD・DVD第1卷特典CD                                                  | 成海遙香（雨宮天） | 「」 「Believe in Stars」 「POP☆Girls!」 「」              | 電視動畫《戰鬥女子學園》相關歌曲                              |
| 2018年   |                                                                                  | |                                                            |                                                               |
| 4月4日   | THE IDOLM@STER MILLION LIVE! M@STER SPARKLE 08                                   | 765 MILLION ALLSTARS | 「Brand New Theater!」                                     | 遊戲《偶像大師 百萬人演唱會！劇場時光》相關歌曲               |
| 5月30日  | THE IDOLM@STER MILLION THE@TER GENERATION 08 EScape                              | EScape | 「Melty Fantasia」 「I.D 〜EScape from Utopia〜」          | 遊戲《偶像大師 百萬人演唱會！劇場時光》相關歌曲               |
| 6月2日   | THE IDOLM@STER LIVE THE@TER SOLO COLLECTION 06                                   | 北澤志保（雨宮天） | 「Flooding」                                               | 遊戲《偶像大師 百萬人演唱會！劇場時光》相關歌曲               |
| 8月29日  | THE IDOLM@STER MILLION THE@TER GENERATION 11 UNION!!                             | 765 MILLION ALLSTARS | 「UNION!!」 「Welcome!!」                                  | 遊戲《偶像大師 百萬人演唱會！劇場時光》相關歌曲               |
| 10月3日  |                                                                                  | 甜蜜子彈（內田真禮、雨宮天、） | 「BABY!」                                                  | 電視動畫《青春豬頭少年不會夢到兔女郎學姊》插入曲              |
| 11月28日 | KI-te MI-te HIT PARADE!                                                          | 團長亞瑟（雨宮天） | 「Leading Swords!!!!!!」                                   | 電視動畫《叛逆性百萬亞瑟王》相關歌曲                          |
| 2019年   |                                                                                  | |                                                            |                                                               |
| 1月30日  | 超異域公主連結☆Re:Dive PRICONNE CHARACTER SONG 07                                | 忍（大坪由佳）、宮子（雨宮天） | 「」                                                       | 遊戲《超異域公主連結☆Re:Dive》相關歌曲                        |
| 3月13日  | Starry Melody（Brand New Ver.）                                                  | Starlight Melody | 「Starry Melody（Brand New Ver.）」                        | 遊戲《偶像大師 百萬人演唱會！劇場時光》相關歌曲               |
| 4月27日  | THE IDOLM@STER THE@TER SOLO COLLECTION 07 FAIRY STARS                            | 北澤志保（雨宮天） | 「Melty Fantasia」                                         | 遊戲《偶像大師 百萬人演唱會！劇場時光》相關歌曲               |
| 5月29日  |                                                                                  | 雅兒貝德（原由實）、阿克婭（雨宮天）、愛蜜莉雅（高橋李依）、譚雅（悠木碧） | 「」                                                       | 電視動畫《異世界四重奏》片尾曲                                |
| 6月27日  | 偶像大師百萬人演唱會！Blooming Clover 第5卷 限定版原創CD                         | 矢吹可奈（木戶衣吹）、箱崎星梨花（麻倉桃）、北澤志保（雨宮天）、高坂海美（上田麗奈） | 「Clover Days」                                            | 漫畫《偶像大師百萬人演唱會！Blooming Clover》相關歌曲         |
| 6月27日  | 偶像大師百萬人演唱會！Blooming Clover 第5卷 限定版原創CD                         | 矢吹可奈（木戶衣吹）、北澤志保（雨宮天） | 「」                                                       | 漫畫《偶像大師百萬人演唱會！Blooming Clover》相關歌曲         |
| 7月24日  | THE IDOLM@STER MILLION THE@TER WAVE 01 Flyers!!!                                 | 765 MILLION ALLSTARS | 「Flyers!!!」                                              | 遊戲《偶像大師 百萬人演唱會！劇場時光》相關歌曲               |
| 9月4日   |                                                                                  | 阿克婭（雨宮天）、惠惠（高橋李依）、達克妮絲（茅野愛衣） | 「」                                                       | 劇場版《為美好的世界獻上祝福！紅傳說》片尾曲                  |
| 9月4日   | 阿克婭（雨宮天）                                                                 | 劇場版《為美好的世界獻上祝福！紅傳說》相關歌曲 | 「」                                                       |                                                               |
| 10月23日 |                                                                                  | 環彩羽（麻倉桃）、七海八千代（雨宮天）、由比鶴乃（夏川椎菜）、深月菲莉西亞（佐倉綾音）、二葉紗奈（小倉唯） | 「」                                                       | 遊戲《魔法紀錄 魔法少女小圓外傳》相關歌曲                     |
| 2020年   |                                                                                  | |                                                            |                                                               |
| 1月15日  |                                                                                  | HoneyWorks feat. 成海聖奈（雨宮天） | 「」                                                       | 《告白實行委員會 ～戀愛系列～》相關歌曲                       |
| 2月5日   |                                                                                  | 雪村心夜（內田雄馬）、冰室菖蒲（雨宮天）、奏言葉（原奈津子）、棘田惠那（大森日雅）、犬飼虎輔（福島潤） | 「」                                                       | 電視動畫《理科生墜入情網，故嘗試證明。》相關歌曲              |
| 2月29日  |                                                                                  | 知名萌香（雨宮天） | 「True Friend Ship」                                       | 劇場版《高校艦隊 劇場版》相關歌曲                             |
| 5月10日  | TRINITYAiLE「Aile to Yell」特別版CD                                              | TRINITYAiLE | 「Aile to Yell」                                           | 「IDOLY PRIDE」相關歌曲                                       |
| 7月29日  | THE IDOLM@STER THE@TER CHALLENGE 03                                              | 野野原茜（小笠原早紀）、島原埃琳娜（角元明日香）、櫻守歌織（香里有佐）、二階堂千鶴（野村香菜子）、北澤志保（雨宮天）                                                                                                 | 「」 「DIAMOND DAYS」                                      | 遊戲《偶像大師 百萬人演唱會！劇場時光》相關歌曲               |
| 8月26日  | THE IDOLM@STER MILLION THE@TER WAVE 10 Glow Map                                  | 765 MILLION ALLSTARS | 「Glow Map」                                               | 遊戲《偶像大師 百萬人演唱會！劇場時光》相關歌曲               |
| 9月9日   |                                                                                  | 阿克婭（雨宮天）、惠惠（高橋李依）、達克妮絲（茅野愛衣）、和真（福島潤） | 「」                                                       | 遊戲《為美好的世界獻上祝福！Fantastic Days》第一章片尾曲      |
| 9月9日   | 「」角色歌系列 清律音樂學院篇                                                    | 成海遙香（雨宮天）、煌上花音（本渡楓）、楠明日葉（田村睦心）、南日向（五十嵐裕美）、莎朶霓（悠木碧）、朝比奈心美（原田瞳）                                                                                           | 「」                                                       | 遊戲《戰鬥女子學園》相關歌曲                                  |
| 9月23日  | THE IDOLM@STER MILLION THE@TER WAVE 11                                           | オペラセリア・煌輝座 | 「Parade d'amour」 「Voyage」                              | 遊戲《偶像大師 百萬人演唱會！劇場時光》相關歌曲               |
| 10月21日 | It's so fine!/                                                                   | 阿克婭（雨宮天）、惠惠（高橋李依）、達克妮絲（茅野愛衣） | 「」                                                       | 遊戲《為美好的世界獻上祝福！～為欲望的衣裝獻上寵愛～》片尾曲  |
| 10月21日 | It's so fine!/                                                                   | 阿克婭（雨宮天） | 「」                                                       | 遊戲《為美好的世界獻上祝福！～為欲望的衣裝獻上寵愛～》片尾曲  |
| 10月21日 | feat.成海聖奈×成海萌奈/-another story- feat.成海聖奈                             | HoneyWorks feat. 成海聖奈（雨宮天）、成海萌奈（夏川椎菜） | 「」                                                       | 遊戲《HoneyWorks Premium Live》相關歌曲                       |
| 10月21日 | feat.成海聖奈×成海萌奈/-another story- feat.成海聖奈                             | HoneyWorks feat. 成海聖奈（雨宮天） | 「-another story-」                                        | 遊戲《HoneyWorks Premium Live》相關歌曲                       |
| 10月28日 | BD第一卷特典CD                                                                   | 水原千鶴（雨宮天） | 「DATE」                                                   | 電視動畫《出租女友》相關歌曲                                  |
| 11月11日 |                                                                                  | 愛麗絲莉澤·盧·涅比里斯 9世（雨宮天） | 「」                                                       | 電視動畫《這是妳與我的最後戰場，或是開創世界的聖戰》片尾曲    |
| 11月11日 | 「」                                                                             | 愛麗絲莉澤·盧·涅比里斯 9世（雨宮天） | 電視動畫《這是妳與我的最後戰場，或是開創世界的聖戰》插入曲 |                                                               |
| 2021年   |                                                                                  | |                                                            |                                                               |
| 7月28日  | THE IDOLM@STER MILLION THE@TER SEASON Harmony 4 You                              | 765 MILLION ALLSTARS | 「Harmony 4 You」                                          | 遊戲《偶像大師 百萬人演唱會！劇場時光》相關歌曲               |
| 7月28日  | THE IDOLM@STER MILLION THE@TER SEASON Harmony 4 You                              | 765 MILLION ALLSTARS | 「EVERYDAY STARS!!」                                       | 遊戲《偶像大師 百萬人演唱會！劇場時光》相關歌曲               |
| 9月29日  | THE IDOLM@STER MILLION LIVE! M@STER SPARKLE2 01                                  | 北澤志保（雨宮天） | 「Purple Sky」                                             | 遊戲《偶像大師 百萬人演唱會！劇場時光》相關歌曲               |
| 10月27日 |                                                                                  | 四谷見子（雨宮天） | 「」                                                       | 動畫《陰陽眼見子》片頭曲                                      |
| 10月27日 | 「」                                                                             | 四谷見子（雨宮天） | 動畫《陰陽眼見子》片尾曲                                   |                                                               |
| 10月27日 | 魔法科高中的優等生 BD&DVD 第二卷完全生產限定版 特典CD                            | 光井穗香（雨宮天）、北山雫（巽悠衣子）、明智英美（西明日香） | 「永久迷宮?!NO THANK YOU!!」                               | 電視動畫《魔法科高中的優等生》相關歌曲                        |
| 12月22日 | 魔法科高中的優等生 BD&DVD 第四卷 特典CD                                          | 光井穗香（雨宮天）、北山雫（巽悠衣子） | 「Chatting ∞ ダイアリー」                                  | 電視動畫《魔法科高中的優等生》相關歌曲                        |
| 12月22日 | IDOLY PRIDE Collection Album [約束]                                              | TRINITYAiLE | 「les plumes」 「lumière」                                 | 《IDOLY PRIDE》相關歌曲                                       |
| 2022年   |                                                                                  | |                                                            |                                                               |
| 1月26日  | ！Re:Dive PRICONNE CHARACTER SONG 25                                             | 宮子（雨宮天） | 「」                                                       | 遊戲《超異域公主連結☆Re:Dive》相關歌曲                        |
| 2月12日  | THE IDOLM@STER LIVE THE@TER SOLO COLLECTION 09 Fairy Stars                       | 北澤志保（雨宮天） | 「」                                                       | 遊戲《偶像大師 百萬人演唱會！劇場時光》相關歌曲               |
| 2月23日  |                                                                                  | [ 成員 3 ] | 「」                                                       | 電視動畫《明日同學的水手服》片頭曲                            |

## 書籍
| 本  | 發售日         | 標題                                          | 國際書碼           |
| --- | -------------- | --------------------------------------------- | ------------------ |
| 1st | 2015年10月2日  | 雨宮天ファースト写真集 ソライロ～青と旅する～ | ISBN 9784074115716 |
| 2nd | 2017年12月8日  | 雨宮天の有頂天・纏                            | ISBN 9784074279807 |
| 3rd | 2018年9月18日  | 雨宮天写真集 10 looks                         | ISBN 9784054066786 |
| 4th | 2019年12月25日 | 雨宮天写真集 High Tension!                    | ISBN 9784074402885 |

### 组合成员
1. 1 2  天海春香（中村繪里子）、春日未來（山崎遙）、如月千早（今井麻美）、木下日向（田村奈央）、四條貴音（原由實）、茱莉亞（愛美）、高山紗代子（駒形友梨）、田中琴葉（種田梨沙）、天空橋朋花（小岩井小鳥）、箱崎星梨花（麻倉桃）、松田亞利沙（村川梨衣）、三浦梓（高橋智秋）、水瀨伊織（釘宮理惠）、最上靜香（田所梓）、望月杏奈（夏川椎菜）、矢吹可奈（木戶衣吹）、艾蜜莉·司徒亞特（郁原由宇）、大神環（稻川英里）、我那霸響（沼倉愛美）、菊地真（平田宏美）、北上麗花（平山笑美）、高坂海美（上田麗奈）、佐竹美奈子（大關英里）、島原艾琳娜（角元明日香）、高槻彌生（仁後真耶子）、永吉昴（齊藤佑圭）、野野原茜（小笠原早紀）、馬場木實（高橋未奈美）、福田法子（濱崎奈奈）、舞濱步（戶田惠）、真壁瑞希（阿部里果）、百瀨莉緒（山口立花子）、橫山奈緒（渡部優衣）、秋月律子（若林直美）、伊吹翼（Machico）、北澤志保（雨宫天）、篠宮可憐（近藤唯）、周防桃子（渡部惠子）、德川茉莉（諏訪彩花）、所惠美（藤井幸代）、豐川風花（末柄里惠）、中谷育（原嶋燈）、七尾百合子（伊藤美來）、二階堂千鶴（野村香菜子）、萩原雪步（淺倉杏美）、ROCO（中村溫姬）、雙海亞美／真美（下田麻美）、星井美希（長谷川明子）、宮尾美也（桐谷蝶蝶）
2. ↑  春日未來（山崎遙）、木下日向（田村奈央）、茱莉亞（愛美）、高山紗代子（駒形友梨）、田中琴葉（種田梨沙）、天空橋朋花（小岩井小鳥）、箱崎星梨花（麻倉桃）、松田亞利沙（村川梨衣）、最上靜香（田所梓）、望月杏奈（夏川椎菜）、矢吹可奈（木戶衣吹）、艾蜜莉·司徒亞特（郁原由宇）、大神環（稻川英里）、北上麗花（平山笑美）、高坂海美（上田麗奈）、佐竹美奈子（大關英里）、島原艾琳娜（角元明日香）、永吉昴（齊藤佑圭）、野野原茜（小笠原早紀）、馬場木實（高橋未奈美）、福田法子（濱崎奈奈）、舞濱步（戶田惠）、真壁瑞希（阿部里果）、百瀨莉緒（山口立花子）、橫山奈緒（渡部優衣）、伊吹翼（Machico）、北澤志保（雨宫天）、篠宮可憐（近藤唯）、周防桃子（渡部惠子）、德川茉莉（諏訪彩花）、所惠美（藤井幸代）、豐川風花（末柄里惠）、中谷育（原嶋燈）、七尾百合子（伊藤美來）、二階堂千鶴（野村香菜子）、ROCO（中村溫姬）、宮尾美也（桐谷蝶蝶）
3. ↑  萩原櫻（竹達彩奈）、宮澤惠怜奈（阿澄佳奈）、菅野七海（大坪由佳）、望月悠步（伊藤美來）、早瀨愛華（雨宮天）
4. 1 2 3  柯尼（麻倉桃）、歐普提（雨宮天）、潘娜（夏川椎菜）
5. ↑  最上靜香（田所梓）、北上麗花（平山笑美）、北澤志保（雨宫天）、野野原茜（小笠原早紀）、箱崎星梨花（麻倉桃）
6. ↑  楠明日葉（田村睦心）、若葉昴（佐仓绫音）、成海遙香（雨宮天）、火向井百合（上坂堇）、朝比奈心美（原田瞳）
7. ↑  星月美紀（洲崎綾）、成海遙香（雨宮天）、若葉昴（佐仓绫音）
8. ↑  北澤志保（雨宫天）、高坂海美（上田麗奈）、松田亞利沙（村川梨衣）
9. ↑  大神環（稻川英里）、春日未來（山崎遙）、北澤志保（雨宫天）、高坂海美（上田麗奈）、周防桃子（渡部惠子）、德川茉莉（諏訪彩花）、豐川風花（末柄里惠）、野野原茜（小笠原早紀）、箱崎星梨花（麻倉桃）、馬場木實（高橋未奈美）、松田亞利沙（村川梨衣）、宮尾美也（桐谷蝶蝶）
10. ↑  星月美紀（洲崎綾）、若葉昴（佐仓绫音）、成海遙香（雨宮天）、天野望（東山奈央）、火向井百合（上坂堇）、常磐胡桃（早見沙織）、煌上花音（本渡楓）、國枝詩穗（下地紫野）、粒咲杏子（內山夕實）、芹澤蓮華（南條愛乃）、楠明日葉（田村睦心）、藤宮櫻（久野美咲）、南日向（五十嵐裕美）、莎朵霓（悠木碧）、千導院楓（木戶衣吹）、綿木蜜雪兒（加藤英美里）、朝比奈心美（原田瞳）、蓮見烏拉拉（內田真禮）、美紗希（高橋李依）
11. ↑  天海春香（中村繪里子）、如月千早（今井麻美）、星井美希（長谷川明子）、萩原雪步（淺倉杏美）、高槻彌生（仁後真耶子）、菊地真（平田宏美）、水瀨伊織（釘宮理惠）、四條貴音（原由實）、秋月律子（若林直美）、三浦梓（高橋智秋）、雙海亞美／真美（下田麻美）、我那霸響（沼倉愛美）、春日未來（山崎遙）、最上靜香（田所梓）、伊吹翼（Machico）、島原艾琳娜（角元明日香）、佐竹美奈子（大關英里）、所惠美（藤井幸代）、德川茉莉（諏訪彩花）、箱崎星梨花（麻倉桃）、野野原茜（小笠原早紀）、望月杏奈（夏川椎菜）、ROCO（中村溫姬）、七尾百合子（伊藤美來）、高山紗代子（駒形友梨）、松田亞利沙（村川梨衣）、高坂海美（上田麗奈）、中谷育（原嶋燈）、天空橋朋花（小岩井小鳥）、艾蜜莉·司徒亞特（郁原由宇）、北澤志保（雨宫天）、舞濱步（戶田惠）、木下日向（田村奈央）、矢吹可奈（木戶衣吹）、橫山奈緒（渡部優衣）、二階堂千鶴（野村香菜子）、馬場木實（高橋未奈美）、大神環（稻川英里）、豐川風花（末柄里惠）、宮尾美也（桐谷蝶蝶）、福田法子（濱崎奈奈）、真壁瑞希（阿部里果）、篠宮可憐（近藤唯）、百瀨莉緒（山口立花子）、永吉昴（齊藤佑圭）、北上麗花（平山笑美）、周防桃子（渡部惠子）、茱莉亞（愛美）、白石紬（南早紀）、櫻守歌織（香里有佐）
12. 1 2 3 4 5 6  天海春香（中村繪里子）、如月千早（今井麻美）、星井美希（長谷川明子）、萩原雪步（淺倉杏美）、高槻彌生（仁後真耶子）、菊地真（平田宏美）、水瀨伊織（釘宮理惠）、四條貴音（原由實）、秋月律子（若林直美）、三浦梓（高橋智秋）、雙海亞美／真美（下田麻美）、我那霸響（沼倉愛美）、春日未來（山崎遙）、最上靜香（田所梓）、伊吹翼（Machico）、田中琴葉（種田梨沙）、島原艾琳娜（角元明日香）、佐竹美奈子（大關英里）、所惠美（藤井幸代）、德川茉莉（諏訪彩花）、箱崎星梨花（麻倉桃）、野野原茜（小笠原早紀）、望月杏奈（夏川椎菜）、ROCO（中村溫姬）、七尾百合子（伊藤美來）、高山紗代子（駒形友梨）、松田亞利沙（村川梨衣）、高坂海美（上田麗奈）、中谷育（原嶋燈）、天空橋朋花（小岩井小鳥）、艾蜜莉·司徒亞特（郁原由宇）、北澤志保（雨宫天）、舞濱步（戶田惠）、木下日向（田村奈央）、矢吹可奈（木戶衣吹）、橫山奈緒（渡部優衣）、二階堂千鶴（野村香菜子）、馬場木實（高橋未奈美）、大神環（稻川英里）、豐川風花（末柄里惠）、宮尾美也（桐谷蝶蝶）、福田法子（濱崎奈奈）、真壁瑞希（阿部里果）、篠宮可憐（近藤唯）、百瀨莉緒（山口立花子）、永吉昴（齊藤佑圭）、北上麗花（平山笑美）、周防桃子（渡部惠子）、茱莉亞（愛美）、白石紬（南早紀）、櫻守歌織（香里有佐）
13. ↑  最上靜香（田所梓）、白石紬（南早紀）、所惠美（藤井幸代）、茱莉亞（愛美）、北澤志保（雨宫天）
14. ↑  如月千早（今井麻美）、秋月律子（若林直美）、四條貴音（原由實）、水瀨伊織（釘宮理惠）、最上靜香（田所梓）、北澤志保（雨宫天）、茱莉亞（愛美）、白石紬（南早紀）、周防桃子（渡部惠子）、天空橋朋花（小岩井小鳥）、所惠美（藤井幸代）、永吉昴（齊藤佑圭）、二階堂千鶴（野村香菜子）、舞濱步（戶田惠）、真壁瑞希（阿部里果）、百瀨莉緒（山口立花子）、ROCO（中村溫姬）
15. ↑  真壁瑞希（阿部里果）、白石紬（南早紀）、北澤志保（雨宫天）
16. ↑  大神環（稻川英里）、春日未來（山崎遙）、北澤志保（雨宫天）、高坂海美（上田麗奈）、周防桃子（渡部惠子）、德川茉莉（諏訪彩花）、豐川風花（末柄里惠）、野野原茜（小笠原早紀）、箱崎星梨花（麻倉桃）、馬場木實（高橋未奈美）、松田亞利沙（村川梨衣）、宮尾美也（桐谷蝶蝶）、田中琴葉（種田梨沙）
17. 1 2  天動瑠依（雨宮天）、鈴村優（麻倉桃）、奥山すみれ（夏川椎菜）
18. ↑  田中琴葉（種田梨沙）、櫻守歌織（香里有佐）、北澤志保（雨宮天）、德川茉莉（諏訪彩花）

1. ↑  明田川慎二郎（柳田淳一）、石川朱美（諏訪彩花）、岩田晉一（手塚弘道）、岡田愛美（東內麻里子）、小田桐芭那（葉山郁美）、北村良子（加隈亞衣）、澀谷昭久（天崎滉平）、清水亮（木島隆一）、高村佳織（久保百合花）、栃倉千穂（前川涼子）、錦織拓哉（山下誠一郎）、福島龍二（石谷春貴）、三上聖名子（芳野由奈）、渡邊美沙（三宅麻理惠）
2. ↑  江田明日香（石上靜香）、岩木壽則（古川慎）、石川朱美（諏訪彩花）、岡田愛美（東內麻里子）、小田桐芭那（葉山郁美）、賀部成美（木村珠莉）、北村良子（加隈亞衣）、澀谷昭久（天崎滉平）、高村佳織（久保百合花）、福島龍二（石谷春貴）
3. ↑  明日小路（村上まなつ）、木崎江利花（雨宮天）、兎原透子（鬼頭明里）、古城智乃（若山詩音）、谷川景（関根明良）、鷲尾瞳（石上静香）、水上りり（石川由依）、平岩蛍（麻倉もも）、四条璃生奈（田所あずさ）、神黙根子（伊藤美来）、龍守逢（伊瀬茉莉也）、峠口鮎美（三上枝織）、蛇森生静（神戸光歩）、苗代靖子（本渡楓）、戸鹿野舞衣（白石晴香）、大熊実（小原好美）

## 外部連結
- 所属事務所個人資料 （页面存档备份，存于）（日語）
- 雨宮天 | SonyMusic （页面存档备份，存于）（日語）
- 雨宮天オフィシャルブログ「天模樣」 （页面存档备份，存于）（日語）
- 雨宮天官方YouTube （页面存档备份，存于）（日語）
- 雨宫天的X（前Twitter） （日語）